# Eric Montross
Eric Scott Montross (ur. 23 września 1971 w Indianapolis, zm. 17 grudnia 2023 w Chapel Hill) – amerykański koszykarz, występujący na pozycji środkowego.
W 1990 wystąpił w meczu gwiazd amerykańskich szkół średnich - McDonald’s All-American.
W szkole średniej grał w baseball na pozycji pitchera. W 1994 roku został wybrany w drafcie do ligi MLB przez  Chicago Cubs z numerem 1547.

## Osiągnięcia
- Mistrz NCAA (1993)[4]
- Zaliczony do[5]:
  - I składu:
    - ACC (1993)
    - turnieju ACC (1993)
    - NCAA Final Four (1993 przez AP)[6]

  - II składu:
    - All-American (1993, 1994)
    - ACC (1994)
    - turnieju ACC (1994)

NBA
- Zaliczony do składu II składu debiutantów NBA (1995)[7]
- Uczestnik  Rookie Challenge (1995)[5]

Reprezentacja
- Brązowy medalista igrzysk panamerykańskich (1991)[8]